# 拥抱、扩展再消灭
拥抱、扩展再消灭（最後一個詞也作，或按译为扑灭）是美国司法部在微软公司内部发现的一句短语，表述了微软的一种市场战略，即：首先接纳广泛使用的技术标准，将产品推入市场，然后在产品中加入自己的專利擴充，最终用这些非标准的專利扩展使竞争对手处于不利地位之中。

## 詞源
「擁抱再扩展」一詞第一次在微軟公司之外提到是在1996年的一篇標題為《明天就是全球資訊網！PC巨頭微軟打算統治互聯網》的纽约时报文章中。其作者約翰·馬爾科夫寫道：「微軟的批評者們擔心說，這家公司不止是擁抱、擴充了互聯網，更有將互聯網吞入口中的意願。」「擁抱再扩展」一詞也見於微軟員工Dean Ballard所作的一首幽默勵志歌曲和紐約時報對史蒂夫·巴爾默的採訪中。
「拥抱、扩展再消灭」的版本首見於合众国诉微软案這個反托拉斯案中。當時英特尔的副總裁史蒂文·麥吉迪證言稱，微軟副總裁保羅·馬里茨於1985年與英特爾開會時用這個詞彙描述了微軟對於網景、Java、網際網路採用的策略。

## 策略
3E戰略分成三個階段進行：
擁抱開發基本相容競爭者的產品或開放標準的軟體。
擴充增加不屬於競爭者產品或開放標準的額外功能，為原版軟體的顧客製造互換性問題。
消滅等到市場佔有率提升推動之前的擴充成為事實標準，競爭者就會因為不支援或不能支援新擴充被擠出市場。
微軟聲稱，其原本戰略並非要打壓競爭，而只是行使了自由裁量權來實作認為客戶需要的功能。

## 例子
- 浏览器：
  - 反垄断案件的原告宣称微软在IE浏览器添加ActiveX控件的支持来破坏Netscape浏览器的兼容性，后者使用基于Java和Netscape自己的插件系统的组件。
  - CSS、data:等等：原有的关于Netscape的反垄断诉讼之后，浏览器公司Opera软件向欧盟对微软提起反垄断诉讼並“呼吁微软坚持自己的公开声明支持这些标准，而不是用它臭名昭著的“拥抱、扩展和消滅”战略来扼杀他们”。[13]
  - Google 让 YouTube 在 Edge 和 Firefox 上加载缓慢。[14]

- Office檔案：在一份1998年的Office产品组备忘录中，比爾·蓋茲说：“我们战略中必须改变的一件事——容許Office檔案被别人的浏览器非常好地呈現是一个对我们的公司最具破坏性的事情。我们必须停止在这上面付出任何努力，并确保Office檔案非常好地依赖專利的IE的功能。任何其他的东西对我们平台都是自杀。这是一个Office必须避免作出一些摧毁Windows的事情的情况。”[15]

- 打破Java的可移植性：反垄断案件的原告还指责微软對Java平台使用“擁抱和扩展”战略，其設計目的是让开发的程序可以运行在任何操作系统，無論是Windows、Mac或Linux。他们声称，從實作中移除Java本地介面（JNI）并提供类似目的的J/Direct，微软刻意使Windows平台的Java程序无法在Linux和Mac系统使用。根据内部溝通，微软试图淡化Java的跨平台能力，使其成為“最新、最好的方式编写Windows应用程序”[16]。微軟於2001年1月向Sun公司償付了2000萬美元（相當於2017年的2764萬美元），以解決因違反合約而產生的法律影響[17]。

- 更多Java问题：Sun公司在2002年再次起訴微軟排擠Java，微軟同意以20億美元的價格達成庭外和解（相當於2017年的27.2億美元）[18][19]。

- 网络：2000年，Windows 2000中包含了Kerberos網路協議（一種互联网标准）的擴充，有效地拒絕了除微軟使用Kerberos存取Windows 2000 Server之外的所有產品[20]。擴充是透過可執行文件發布的，其執行需要同意NDA，禁止第三方實作（特別是開源）。為了允許開發人員開發新功能，而不必同意授權，Slashdot的用戶发布了文档（无视NDA），讓第三方開發人員在未同意NDA的情況下存取文檔。微软回应要求Slashdot删除内容[21]。在Windows 2000中以二進制形式引入的Kerberos的微軟擴充已經被描述在RFC 3244和RFC 4757，並且這些擴充已經在Microsoft Open Specification Promise中列出。本文档涉及到“微軟所有必要或微軟所控制的專利實作”列出的技術。微軟關於不受限制地使用微軟知識產權的法律聲明還包括Kerberos Network Authentication Service v5（RFC 1510和RFC 1964）[22]。

- 即时通訊：2001年，CNET News.com描述了关于微软即时通讯程序的例子[23]。“拥抱”AOL的即时通讯协议，是1990年代和2000年代初事实上的标准。“擴充”标准的微软專利插件增加新功能，但打破了与美国在线的软件的兼容性。自微软操作系统擁有份额95%以及免費提供MS Messenger之後獲得了優勢。最后，“消滅”和锁定AOL的即时通讯软件，因為AOL無法使用修改後的微軟專利協議。

- Adobe的恐惧：由於擔憂「擁抱、擴充再消滅」，Adobe公司拒绝让微软Microsoft Office内置PDF支持[24]。当前版本的Microsoft Office内置支持PDF以及其他几个ISO标准[25][26][27]。

- 雇员的证词：2007年，微軟員工Ronald Alepin為Comes v. Microsoft的原告發表了專家證詞，他引用了微软内部的電子邮件来证明声称该公司故意采用这种做法[28]。

## 变体
这个短语有过一个比较老的版本，叫做“拥抱、扩展再创新”，见于J Allard于1994年写给保罗·马里茨等微软高层的一篇備忘錄，標題为《Windows：互联网上的下一个杀手级应用》。備忘錄由互联网的总体背景起笔，提出了将Windows变成互联网的下一个“杀手级应用”的策略：
为了构建互联网社会对我们的信任，赢得互联网社群的心，我建议我们使用类似之前用在TCP/IP上面的一种策略：拥抱、扩展再创新。
1. 拥抱：任何人参与互联网社群，都需要深切了解其基础设施和社群生态。只有确定了用户基础的需求和趋势，我们才能有效地使微软的操作系统成为伟大的互联网操作系统。
2. 扩展：要与志同道合的组织和公司建立联系，提供符合互联网社区既定、流行标准的集成工具和服务。
3. 创新：酌情发挥领导作用，带头采用新的因特网标准，enable standard off-the-shelf titles with Internet awareness. 带头改变规则，令未来的Windows成为下一代互联网工具。——J Allard，Windows：互联网上的下一个杀手级应用

## 其他公司
浏览器大战时期，微软之外的公司也引入了不少专有、不符合标准的擴充。1995年，网景未与标准机构协商，就完成了<font>（字体设置）等HTML擴充。随着Internet Explorer（IE）用户群日益庞大，两家公司陷入了互相实现非标准功能的狂热之中。2004年，为防止重蹈覆轍“浏览器大战”造成标准冲突问题，蘋果公司（Safari的開發商）、Mozilla基金會（Firefox的開發商）、Google（Google Chrome的開發商）、Opera Software（Opera的開發商）组成了網頁超文本應用技術工作小組（WHATWG），合力建立万维网联盟（W3C）的标准。微软称WHATWG缺少专利方针，因此拒绝加入。

## 參註
1. ↑  . The Economist. 2000-03-30  [2006-03-31]. （原始内容存档于2010-03-01）.
2. ↑  .   [2006-03-31]. （原始内容存档于September 22, 2005）.
3. ↑   (PDF). Usdoj.gov.   [2016-04-28]. （原始内容存档 (PDF)于2012-03-23）.
4. ↑  . Usdoj.gov.   [2016-04-28]. （原始内容存档于2012-03-23）.
5. ↑  John Markoff. . New York Times. July 16, 1996  [2013-07-25]. （原始内容存档于2021-03-09）.
6. ↑  Rebello, Kathy. . Business Week. 1996-07-15  [2006-03-31]. （原始内容存档于2011-01-03）.
7. ↑  Steve Lohr, "Preaching from the Ballmer Pulpit". New York Times, Sunday, January 28, 2007. pp. 3-1, 3-8, 3-9.
8. ↑  . Cyber.law.harvard.edu.   [2006-03-31]. （原始内容存档于2011-05-14）. (DOC format)
9. ↑  . Cyber.law.harvard.edu.   [2006-03-31]. （原始内容存档于2011-05-04）.
10. ↑  .   [2006-03-31]. （原始内容存档于2005年4月19日）.
11. ↑  . Hr.com.   [2007-10-14]. （原始内容存档于2006-04-28）.
12. ↑  . Openacademy.mindef.gov.sg.   [2007-03-29]. 原始内容存档于March 29, 2007.
13. ↑  . Opera. 2007-12-13  [2016-04-28]. （原始内容存档于2008-09-06）.
14. ↑  . www.solidot.org.   [2019-04-16]. （原始内容存档于2019-06-05）.
15. ↑   (PDF).   [2016-04-28]. （原始内容存档 (PDF)于2011-09-30）.
16. ↑  Matt Richtel. . New York Times. 1998-10-22  [2008-02-22]. （原始内容存档于2008-05-04）. The court documents state that in April 1997, Ben Slivka, the Microsoft manager responsible for executing the Java strategy, sent an E-mail to Microsoft's chairman, William H. Gates, noting "When I met with you last, you had a lot of pretty pointed questions about Java, so I want to make sure I understand your issues and concerns." Mr. Slivka goes on to ask if Mr. Gates's concerns included "How do we wrest control of Java away from Sun?" and "How we turn Java into just the latest, best way to write Windows applications?
17. ↑  .   [2001-01-23]. （原始内容存档于2015-04-18）.
18. ↑  .   [2010-03-04]. （原始内容存档于2010-03-07）.
19. ↑  .   [2010-03-04]. （原始内容存档于2010-02-25）.
20. ↑  . 2000-05-11  [2016-04-28]. （原始内容存档于2014-02-22）.
21. ↑  .   [2016-04-28]. （原始内容存档于2021-02-17）.
22. ↑  "Microsoft Open Specification Promise" （页面存档备份，存于）.
23. ↑  Jim Hu. . CNet News.com. 2001-06-07.
24. ↑  . CIO. 2006-06-14  [2016-04-28]. （原始内容存档于2010-01-10）.
25. ↑  .   [May 25, 2009]. （原始内容存档于May 17, 2009）.
26. ↑  .   [May 19, 2009]. （原始内容存档于2009年5月1日）.
27. ↑  . 2009-05-04  [2016-04-28]. （原始内容存档于2009-06-12）.
28. ↑  Expert Testimony of Ronald Alepin in （页面存档备份，存于） Comes v.
29. ↑  . Microsoft.com.   [2016-04-28]. （原始内容 (RTF)存档于2011-06-29）.
30. ↑  . Blog.whatwg.org.   [2007-08-25]. （原始内容存档于2007-08-21）.
31. ↑  .   [2009-07-28]. （原始内容存档于2008-02-16）.[]